# Petäjäsaari (ö i Finland, Lappland, Östra Lappland, lat 66,54, long 29,40)
Petäjäsaari är en ö i Finland. Den ligger i sjön Saarijärvi och i kommunen Salla i den ekonomiska regionen  Östra Lapplands ekonomiska region  och landskapet Lappland, i den nordöstra delen av landet, 700 km norr om huvudstaden Helsingfors. Öns area är 0,2 hektar och dess största längd är 70 meter i nord-sydlig riktning.